# کامننی ویزد (ناحیه روکیتسانی)
کامننی ویزد (ناحیه روکیتسانی) (به چکی: Kamenný Újezd) یک منطقهٔ مسکونی در جمهوری چک است که در ناحیه روکیتسانی واقع شده‌است. کامننی ویزد ۷۲۶ نفر جمعیت دارد.